# طوطی بال‌قناری
طوطی بال‌قناری (به انگلیسی: Canary-winged parakeet) نامی رایج برای دو گونه طوطی دم‌دراز نزدیک به هم در سردهٔ Brotogeris است که هر دو بومی حوزه آمازون در آمریکای جنوبی هستند. این دو گونه عبارتند از:
- طوطی سردوش‌زرد، Brotogeris chiriri[۱]

- طوطی بال‌سفید، Brotogeris versicolurus[۲]